# إسمنت المغرب
إسْمَنْتُ المَغْرِبِ (بالفرنسية: Ciments du Maroc، وتختصر CiMar) هي شركة مغربية لمواد البناء، تابعة للمجموعة الإيطالية إيتال سيمنتي. تعتبر الشركة ثاني أكبر منتج للإسمنت بالمغرب حيث تدير ثلاث مصانع للإنتاج في ثلاثة مواقع مختلفة (آيت باها وآسفي ومراكش)، ومركز طحن (العيون) ومركز التعبئة (ميناء الجرف الأصفر).

## تاريخ
بدأ تاريخ إسمنت المغرب مع إنشاء شركة الإسمنت بأكدير (SCA) في عام 1951 م باعتبارها شركة تابعة مملوكة بالكامل لشركة الإسمنت الفرنسي. بعد إدراجها في عام 1969 في بورصة الدار البيضاء ، فتحت هيئة الأوراق المالية والسلع رأسمالها للمساهمين المغاربة ، وانخفضت حصة اسمنت فرنسا إلى 37%.
في عام 1989، أنشأت شركة اسمنت فرنسا شركتين تابعتين: بِطُمَار (Betomar) للخرسانة الجاهزة و سَكْرَام (Sagram) للركام.
في عام 1990، أصبحت اسمنت فرنسا مرة أخرى المساهم الأكبر قبل أن تسيطر عليها شركة إتليسيوني الإيطالية. خلال هذا العام ، تم دمج شركة اسمنت اغادير و  (آسفي) تحت اسم شركة اسمنت المغرب.
في عام 1999، اشترت شركة اسمنت المغرب مصنع أسمنت مراكش أسمر.
في عام 2003، أنشأت الشركة شركة تابعة أخرى للمساعدات.
في عام 2011، افتتحت أول مزرعة رياح في العيون.